# Байрашево (Татарстан)
Байрашево (тат. Байраш) — село в Тетюшском районе Республики Татарстан. Административный центр Байрашевского сельского поселения.

## География
Расположено на автомобильной дороге Тетюши — Апастово, в 21 км  к северо-западу от города Тетюши.

## История
Основано в XVII веке. В XVIII — первой половине XIX века жители относились к категории государственных крестьян. Занимались земледелием, разведением скота. 
В «Списке населенных мест по сведениям 1859 года», изданном в 1866 году, населённый пункт упомянут как казённые деревни Починок Байгулов и Байряшево 2-го стана Тетюшского уезда Казанской губернии. Располагались при безымянном ключе, на торговом тракте из Тетюш в Свияжск, в 22 верстах от уездного города Тетюши и в 40 верстах от становой квартиры во владельческом селе Знаменское (Чипчаги). В деревнях в 129 дворах жили 780 человек (373 мужчины и 407 женщин). Были 2 мечети.
В начале XX века здесь функционировали медресе, 6 ветряных мельниц, крупообдирка, 4 мелочные лавки. В этот период земельный надел сельской общины составлял 1512,3 десятин. До 1920 года село входило в Больше-Шемяковскую волость Тетюшского уезда Казанской губернии. С 1920 года в составе Тетюшского, с 1927 — Буинского кантонов ТАССР. С 10.08.1930 в Апастовском, с 01.02.1963 в Тетюшском районах.

## Население
| 1859 | 1897 | 1908 | 1926 | 1938 | 1949 | 1958 | 1970 | 1979 | 1989 | 2000 |
| ---- | ---- | ---- | ---- | ---- | ---- | ---- | ---- | ---- | ---- | ---- |
| 780  | 1336 | 1384 | 1604 | 794  | 520  | 477  | 423  | 345  | 266  | 290  |

| 2010 | 2011 | 2012 | 2013 | 2014 | 2015 | 2016 |
| ---- | ---- | ---- | ---- | ---- | ---- | ---- |
| 294  | ↘291 | ↘287 | ↘285 | ↘277 | ↗284 | ↘278 |
| 2017 | 2018 |      |      |      |      |      |
| ↗292 | ↘289 |      |      |      |      |      |

Национальный состав села — татары.

## Экономика
Полеводство, скотоводство.

## Инфраструктура
Средняя школа, дом культуры, библиотека.